# Фридрих Магнус фон Лайнинген-Дагсбург-Харденбург
Фридрих Магнус фон Лайнинген-Дагсбург-Харденбург (на немски: Friedrich Magnus Hardenburg (Hartenburg); * 27 март 1703; † 28 октомври 1756) от Дом Лайнинген е граф на Лайнинген-Дагсбург-Харденбург.
Той е син на граф Йохан Фридрих фон Лайнинген-Дагсбург-Харденбург (1661 – 1722) и втората му съпруга Катарина фон Баден-Дурлах (1677 – 1746), дъщеря на маркграф Фридрих VII Магнус фон Баден-Дурлах и съпругата му Августа Мария фон Шлезвиг-Холщайн-Готорп (1649 – 1728). Брат е на Карл Лудвиг фон Лайнинген-Дагсбург-Емихсбург (1704 – 1747).
Граф Фридрих Магнус фон Лайнинген-Дагсбург умира на 28 октомври 1756 г. на 53 години.

## Фамилия
Фридрих Магнус се жени на 26 ноември 1723 г. за Анна Христиана Елеонора фон Вурмбранд-Щупах (* 6 юни 1699/13 март 1698; † 4 януари 1763), дъщеря на президента на имперския дворцов съвет граф Йохан Йозеф Вилхелм фон Вурмбранд-Щупах (1670 – 1750) и съпругата му Сузанна София Мария фрайин фон Прьозинг (1673 – 1700). Те имат децата::

- Карл Фридрих Вилхелм (1724 – 1807), първият княз на Лайнинген (1779 – 1807), женен на 24 юни 1749 г. за графиня Христиана Вилхелмина фон Солмс-Рьоделхайм (1736 – 1803)
- Августа Мария Катарина (1725 – 1725)
- Емих Казимир (1726 – 1728)
- Каролина Поликсена (1728 – 1782), омъжена на 28 декември 1751 г. за граф Фридрих Карл Колб фон Вартенберг (1725 – 1784)
- София Вилхелмина (1729 – 1815)